# Abbie Hoffman
Abbot Howard „Abbie“ Hoffman (30. listopadu 1936 Worcester – 12. dubna 1989 Solebury Township) byl americký politický aktivista, významná postava kontrakultury a politického dění v USA 60. let 20. století.
Vystudoval psychologii na Brandeisově univerzitě a poté i na Kalifornské univerzitě v Berkeley. V 60. letech se začal angažovat v hnutí za lidská práva, jemuž dal však brzy zvláštní, radikální a kontroverzní podobu. Byl zakladatelem a hlavním představitelem Youth International Party, jejíž členové byli známí jako Yippies. K jejich strategii patřilo i využití absurdního humoru a uměleckých performancí v politickém aktivismu – takto například nominovali na amerického prezidenta prase, jehož nazývali Pigasus.
Hoffman patřil k hlavním organizátorům hnutí proti válce ve Vietnamu i protiválečného pochodu v Chicagu (v době konání sjezdu Demokratů), který vyvrcholil střetem s policií a Národní gardou. Osm organizátorů akce, včetně Hoffmana (tzv. Chicagská osmička), bylo zatčeno a odsouzeno k pěti letům vězení (rozsudek však byl zrušen odvolacím soudem).
Hoffman na sebe upozornil i na slavném festivalu Woodstock roku 1969, když při vystoupení skupiny The Who vběhl na pódium a (pod vlivem LSD) začal žádat svobodu pro uvězněného aktivistu White Panther Party Johna Sinclaira. Kytarista The Who Pete Townshend ho však svou kytarou srazil z pódia.
Roku 1973 byl zatčen pro prodej kokainu. Poté se začal skrývat, podstoupil plastickou operaci a vystupoval pod falešnou identitou jako Barry Freed. Pod novou identitou se i veřejně angažoval, jako ochránce životního prostředí.
Roku 1980 mu byla diagnostikována maniodepresivní porucha. V roce 1989 spáchal sebevraždu za pomoci 150 tablet fenobarbitalu.
Hoffman se stal významným symbolem radikalismu 60. let, ve filmu Forrest Gump je to právě on, kdo uvádí protiválečný protest u Lincolnova památníku. Byly o něm natočeny též filmy Steal This Movie! (2000), Chicago 10 (2007), The Chicago 8 (2011). Pojednává o něm rovněž divadelní hra Berna Cohena Abbie. Sám Hoffman si zahrál cameo roli ve filmu Olivera Stonea Narozen 4. července.